# コンラーダ (小惑星)
コンラーダ (1528 Conrada) は、小惑星帯にある小惑星。カール・ラインムートがハイデルベルクのケーニッヒシュトゥール天文台で発見した。
第二次世界大戦時のドイツ海軍提督、フリッツ・コンラートに因んで名付けられた。